# Picumnus flavescens
Picumnus fulvescens är en fågel i familjen hackspettar inom ordningen hackspettartade fåglar. Fågeln förekommer i östra Brasilien (från östra Piauí till södra Ceará, Paraíba, Pernambuco och Alagoas). Numera inkluderas den som en del av ockradvärgspetten (P. limae), men urskiljs fortfarande som egen art av IUCN, som listar den som nära hotad.